# Облога (фільм, 1977)
«Обло́га» — радянський художній фільм 1977 року, знятий режисером Маратом Аріповим на кіностудії «Таджикфільм».

## Сюжет
Осінь 1921 року. Громадянська війна докотилася до Середньої Азії. Ослаблені частини Червоної армії відступають від невеликого укріпленого поселення Душанбе. Захищати фортецю залишається лише один загін. Червоноармійцям вдається витримати тривалу облогу басмачів, керованих жорстоким та підступним Ібрагімбеком. Бачачи марність воєнних дій, хитрий Ібрагімбек починає переговори з головою ревкому Ашуром, вдаючись у суперечках з ним до релігійних аргументів. Переговори заходять у глухий кут — Ашур залишається непохитним і вимагає, щоб басмачі склали зброю… Облога Душанбе тривала до середини 1922 року, поки загони Червоної армії, що підійшли, не розгромили басмачів.

## У ролях
- Сайдо Курбанов — Ашур, голова ревкому
- Юрій Дедович — Мухін
- Олександр Мовчан — Гринцевич
- Сонаханум Алієва — Барфіна
- Валі Джураєв — Бобозійо
- Хонгор Сангінов — Шаріф
- Хашим Гадоєв — Ніяз
- Сахобіддін Саттаров — Нур
- Артик Джаллиєв — Шодмон
- Марат Аріпов — Джурабек
- Хабібулло Абдуразаков — Ібрагімбек
- Гурміндж Завкібеков — Усман Ходжаєв
- Расім Балаєв — Алі Резо
- Володимир Січкар — Збігнев
- Александр Єрьомін — роль другого плану
- Усман Салімов — роль другого плану
- С. Усманов — роль другого плану
- Махамадалі Мухамадієв — роль другого плану
- Гульсара Абдуллаєва — роль другого плану
- Рудольф Семенов — роль другого плану
- Марат Хасанов — роль другого плану
- Анатолій Васильєв — роль другого плану
- Ісфандієр Гулямов — червоноармієць

## Знімальна група
- Режисер — Марат Аріпов
- Сценаристи — Дмитро Булгаков, Хабібулло Назаров
- Оператор — Віктор Мірзаянц
- Композитор — Геннадій Александров
- Художник — Леонід Шпонько